# 日本におけるスカウティング

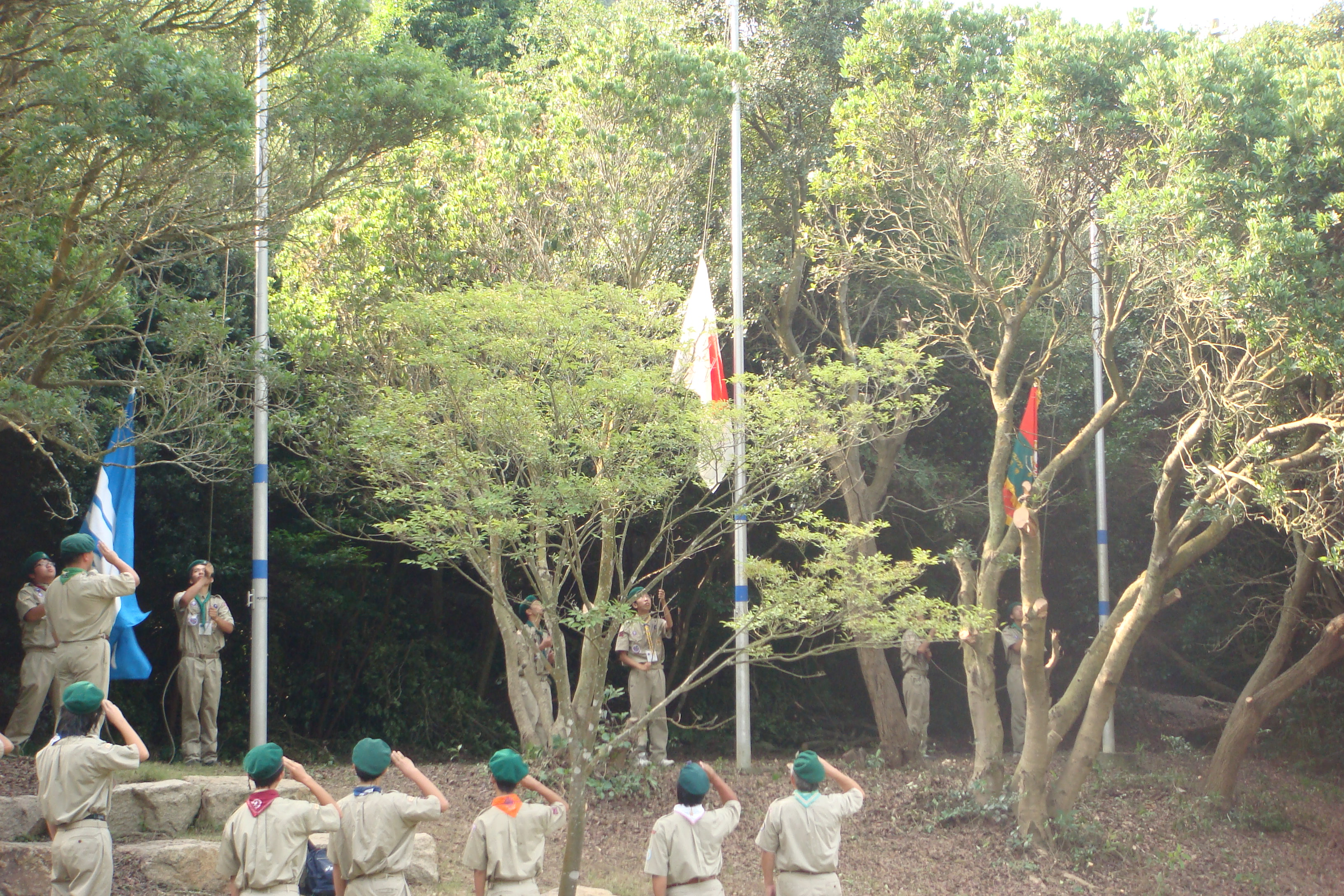
ベンチャースカウトによる国旗掲揚（2009年）

この項では日本におけるスカウティング（ボーイスカウト・ガールスカウト）について記述する。日本では全国団体として、ボーイスカウト日本連盟、ガールスカウト日本連盟がある。

## ボーイスカウト
日本では、1922年（大正11年）4月14日、全国のボーイスカウトが少年団日本連盟を結成し、同年、世界スカウト機構に加盟した。

### 活動
- キャンプやハイキングなどの戸外活動のほかに、地域への社会奉仕（ボランティア）活動も行なっている。地域の教会、神社、寺院などを拠点に活動が行われている場合もあり、また他団体と共同して社会奉仕活動に参加することもある。このような社会奉仕活動は「目的」なのではなく、青少年育成の「手段」として行われる。9月15日は、「スカウトの日」とされており、ボランティア活動をする団が多い。
- 4年ごとの夏に日本スカウトジャンボリー（旧称：日本ジャンボリー）と呼ばれる2万人規模のボーイ隊の大会が行われる。2022年の第18回では東京を中央会場としながら、初めて全国で分散開催された。
- 障がい児にもスカウト運動の門戸は開かれており、障がい児専門の団もある。日本アグーナリー（国際障害スカウトキャンプ大会）も開かれている（ボーイ隊のジャンボリーに相応するが、カブスカウトから参加できる）。
- 毎年10月に、JOTA（ジャンボリー・オン・ジ・エア）といわれるアマチュア無線によってスカウト同士で交流する大会が開かれる。また、それと同時に、JOTI（ジャンボリー・オン・ジ・インターネット）というインターネットにより世界中のスカウトと交流する催しも開かれる。

### スカウトの敬礼
「ちかい」の3項目にちなみ、3本指（人差し指・中指・薬指）だけを伸ばした挙手注目の敬礼が、礼式の一つとして定められている（三指の敬礼、三指礼と呼ばれる）。姿勢を正し、右手で三指を作り、ひじを肩とほぼ水平になるように横に張り、ひじを曲げ、人差し指が右目の上の額に軽く触れるようにする。
この三指の敬礼については、「無名のスカウト戦士（Unknown Soldier）」という逸話が残っている。第二次世界大戦末期、戦場で負傷し身動きできなくなった米軍兵士が日本兵と遭遇した。意識を失った彼を日本兵は殺さず、傷の手当てをして立ち去った。米軍兵士の手元に残されていたメモには、「私は君を刺そうとした日本兵だ。君が三指礼をしているのをみて、私も子供の頃、スカウトだったことを思い出した。どうして君を殺せるだろうか。傷には応急処置をしておいた。グッド・ラック」と英語で記されていた。スカウトだった米軍兵士は、死に瀕して無意識に三指の敬礼をしていたのであった。このエピソードがアメリカ大統領に伝わり、当時の日本の少年団（現在のボーイスカウト日本連盟）に問い合わせがあったが、名乗り出る者はいなかった。この日本兵は戦死したのではないかと言われている。後に、日本中のスカウトの募金によって、神奈川県横浜市の「こどもの国」にこの無名のスカウト戦士の記念像が建立された。無名スカウト戦士の記念像の作製の際に作られた木製の原版は、栃木県那須野営場入り口に鎮座してある。
スカウトの敬礼は敬意を表すものであり、国旗のセレモニーやスカウト同士の挨拶として行う。

### 祝声
世界各国のスカウトは自国語の祝声を持っている。ボーイスカウト日本連盟の祝声は、弥栄（いやさか）である。
またこの祝声はギルウェル指導者訓練所の祝声としても用いられている。これは、1924年、ギルウェル指導者訓練所の所長であったJ・S・ウィルソンから、その時入所していた13国の指導者全員に、各国のスカウト祝声を披露するようにとの命令があった。このとき日本から参加していた佐野常羽が「弥栄」を披露し、「ますます栄える（More Glorious）」という意味であることを説明したところ、ウィルソン所長は、「発声は日本のものが一番よい。そのうえ哲学が入っているのが良い」と賞賛し、以後、ギルウェル訓練所の祝声を「弥栄」とすることに定められたものである。

## 女性ボーイスカウトとガールスカウトの関係
日本のボーイスカウト運動における女性の参加は、カブ隊におけるデンマザーのように、限られた役割を果たしているだけであったが、世界スカウト会議における「スカウティングにおける成人」および「スカウト運動における少年少女と男女に関する方針」を受けて、日本でも女性の指導者と少女のスカウトが誕生した。その背景には、女性の社会進出や男尊女卑の撤廃、女性ならではのソフト面の対応への期待等があげられる。
ガールスカウトは、自立した「女性」の育成という目標ももっているため、受け入れの対象は女性のみである。一方、ボーイスカウトは、女性の受け入れをしているが、男性だからやらない、女性だからやる、という教育上の区別はない。
ボーイスカウトの団では、ベンチャー部門以下の隊の場合、男女のスカウトで編成される隊は、男女の隊指導者を任命することになっている。また、女子テントの設置など、女子スカウトに対しての配慮が必要とされている。ただし、男性のスカウトのみ募集する団もあり、それはその団のカラーであり特色であるとして容認されている。
ボーイスカウトとガールスカウト（ガールガイド）はルーツが同じである為、共通する事項も多い。
- モットーは、どちらも同じ「そなえよつねに」（備えよ常に）である。
- スローガンは、ボーイスカウトは「日日の善行」、ガールスカウトは「一日一善」だが、 英語表記では、Daily Good Turn. または Do a good turn daily.と共通しており、意味は同じである。
- 所定の条件を満たして入団することにより、スカウトの象徴である「制服」と「ネッカチーフ」の着用を許される。

ガールスカウト日本連盟の英語表記が、Girl Scouts of Japanであるのに対し、ボーイスカウト日本連盟の英語表記は、Scout Association of Japanとなっている。boyと表記されないのは、男性ではない加盟員に対しての配慮である。
2015年の第23回世界スカウトジャンボリー（23WSJ)に先立ち、同年4月1日に正装、記章・標章類に関する教育規程の改正が施行され、新制服紹介ページには、各種制服写真は男女モデルが並んで掲載されている。デザイン（パターン）上は男女の差が無く兼用となっており、指導者（20歳以上）用のスカートも廃止された。男子はハット、女子は中折れ帽かハットを隊で統一して着用することになり、ベレー帽は廃止された。なお、旧制服、記章、標章等は移行期間の終了する2018年8月31日まで、旧規定に基づき着用可だった。

## スカウトソング
スカウトソングは、ボーイスカウトやガールスカウトなどスカウト活動において、団員やリーダーたちによって歌われる様々な歌の総称で、その組織や地域によって様々ある。ボーイスカウト日本連盟におけるスカウトソングには、葛原しげるや野口雨情といった童謡や文部省唱歌等の作詞で広く知られる作詞家による詞、山田耕筰や中山晋平をはじめとする著名な作曲家による曲がある。また、同連盟から販売されているスカウトソング（当時はカセットテープ）の歌唱を藤山一郎が担当するなど、日本を代表する第一人者によるものが残っている。

### 主に式典（セレモニー）で歌われる歌
- 君が代 - 国歌
- 花は薫るよ（作詞：葛原しげる、作曲：山田耕筰） - ボーイスカウト日本連盟 連盟歌
- 光の路（作詞：堀内敬三、作曲：マーチン）
- 永遠のスカウト Once a Scout, Always a Scout（作詞・作曲：中村知）
- そなえよつねに（作詞：堀内敬三、作曲：ジョルダーノ）[[[Wikipedia:検証可能性|要検証]] – ノート]
- 名誉にかけて（訳詞：三輪谷まこと、作曲：ハリーバッテルト）
- 平和の騎士（作詞：尾崎忠次、ドイツ歌集より）
- この道を行く（作詞:島田芳文、作曲:浅香心治）
- I've Got That B-P Spirit

### 主に営火（キャンプファイヤー）で歌われる歌
- 山賊のうた（作詞：田島弘、作曲：小島祐嘉）
- ひとひの終り（一日の終わり／星かげさやかに）（作詞：串田孫一、フランス民謡） - 同メロディで歌詞が異なる「燃えろよ燃えろ」としても知られる。
- 今日の日はさようなら（作詞・作曲：金子詔一）
- 遠き山に日は落ちて（作詞：堀内敬三、作曲：ドヴォルザーク「新世界より」第2楽章）
- キャンプファイア（作詞：野上彰、作曲：髙田三郎）

### その他
- 蛙の夜回り／かわずの夜回り（作詞：野口雨情、作曲：中山晋平）
- 岩をぶっちわり（作詞：中野忠八）
- クイカイマニマニ（作詞・作曲：不詳）
- チェッチェッ・コレ（ガーナ民謡） - 「チェッチェッコリ」とも。2003年にサッポロ飲料「まる福茶」のCMソングに起用され話題になった[3]。他にも複数のCMで使用されている[4]。
- キャンプだホイ（作詞・作曲：マイク真木）
- 懐かしの森へ／我はふくろう（作詞：吉川哲雄）
- 十種野営料理法（作詞・作曲：中村知）
- ユポイ ヤイヤ エーヤ（作詞・作曲：不詳）

## ボーイスカウト薩摩郷中起源説
「B-Pは薩摩藩の伝統的な子弟教育法である郷中（ごうじゅう/ごじゅう）にならってボーイスカウトを創設した」という説がある。戦前の一時期まで日本のボーイスカウト界において、および後藤新平による郷中教育の調査以降の郷中研究において主張されたものであるが、後述のとおりB-P本人は否定している。
1908年、英国ボーイスカウトを視察した北条時敬は講演で、ボーイスカウトと郷中がよく似ており、郷中にボーイスカウト起源があると推測されると述べている。日本のボーイスカウト運動の草分けである深尾韶は『少年軍団教範』(1915年)のなかで「ボーイスカウトが英国に起ったのは、我が日本の鹿児島に於ける健児の杜の方限の組織に倣ったのだ」と言及している。また、目黒栄は『新生少年団の運営』(1942年)の中でB-Pは日本の駐英武官から薩摩や会津の子弟訓練法を教わったと記述している。少年団日本連盟総裁であった後藤新平は鹿児島で郷中に関する調査を行い、それを紹介する文章でボーイスカウトは「古武士の俤に芽生えた新武士道」である事が瞭然であると述べている。
しかし、勝矢剣太郎は、B-Pに本件を確認したところ「いづれと云ふ程の確たるものがなく、只日本に負ふ処頗る多い」との回答を得たと『欧州のスカウト行脚』（1928、成輝堂書房）で述べている。「日本の武士道に負う所は多いが、特に郷中に倣ったわけではない」ということである。田中治彦は、B-Pにとっては武士道は武士道であり「それが薩摩であるか会津であるか或いは赤穂であるか」の区別はしていなかったとしている。

## 記念碑

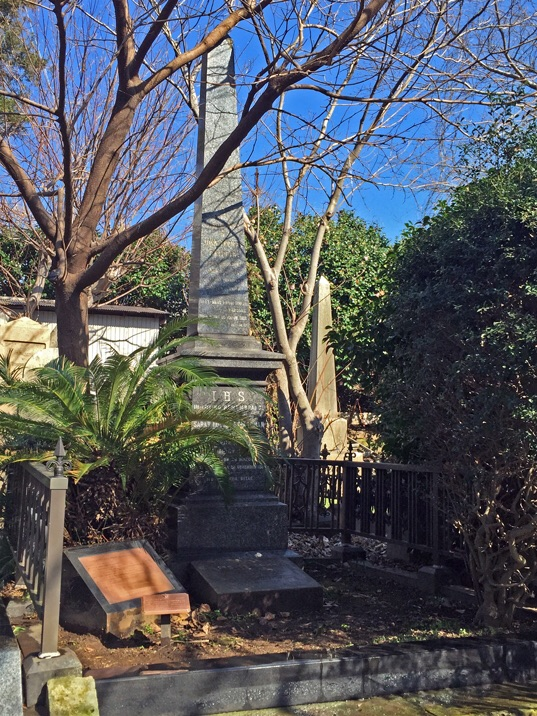
グリフィンの墓所

ボーイスカウト日本連盟発祥の地碑
静岡県静岡市葵区・静岡市立葵小学校（旧・静岡市立城内小学校）
ウルフ・カブ記念碑
兵庫県神戸市須磨区・須磨浦公園
1923年（大正12年）12月、日本人の手による日本初のウルフ・カブが発隊（須磨向上会ウルフ・カブ）したことを記念したもの。兵庫連盟30周年記念事業の一環で、1980年（昭和55年）7月20日に除幕された。カブスカウトがスカウトサインをして空を見上げている姿をかたどっている。
「日本ボーイスカウト初野営の地」記念碑
滋賀県大津市・近江舞子雄松崎
後藤新平総長とスカウト像
岩手県奥州市水沢区・東北新幹線水沢江刺駅前広場
後藤新平記念館：岩手県奥州市水沢区
「自治三訣」の碑や、スカウト帽をかぶった新平の胸像などがある。
佐野常羽胸像
山梨県南都留郡山中湖村・山中野営場
佐野記念碑（道心堅固の碑）
山中野営場佐野広場
無名戦士のレリーフ
神奈川県横浜市青葉区・こどもの国
川越の「自由の鐘」
埼玉県川越市・喜多院
1951年（昭和26年）4月8日、川越市の喜多院境内で、在日米国ボーイスカウト第3隊グランドハイツ（朝霞）と川越ボーイスカウト隊による日米ボーイスカウト交歓キャンプが開催された。これを記念して米国側からは「自由の鐘」、川越側からは刺繍の隊旗が互いに寄贈された。この「自由の鐘」にはアメリカボーイスカウト連盟（BSA）のマークが、添えられたプレートにはこの鐘の由来が綴られており、現在は川越市民会館脇に建てられている。
グリフィンの墓所
横浜市中区・外人墓地
グリフィン隊の創始者であるクレアランス・グリフィン牧師の墓所。